# Kadaň
Kadaň (deutsch Kaaden an der Eger, lateinisch Civitas Cadanensis) ist eine Stadt in der Aussiger Region in Tschechien.

## Lage
Kadaň liegt in Nordböhmen, südwestlich der Stadt Kreisstadt Chomutov (Komotau) am Ufer des Flusses Eger. Etwa 5 Kilometer nördlich des Stadtkerns befindet sich das markante Kraftwerk Prunéřov, 5 Kilometer östlich das Kraftwerk Tušimice.

## Stadtgliederung
Die Stadt Kadaň besteht aus den Ortsteilen Brodce (Prödlas), Kadaň (Kaaden), Kadaňská Jeseň (Gösen), Meziříčí (Meseritz), Nová Víska (Neudörfl), Pokutice (Pokatitz), Prunéřov (Brunnersdorf), Tušimice (Tuschmitz), Úhošťany (Atschau) und Zásada u Rašovic (Sosau). Grundsiedlungseinheiten sind Brodce, Bystřice (Wistritz), Chomutovská, K Bystřici, Kadaň-historické jádro, Kadaňská Jeseň, Kadaň-velkolom, Kostelní Dvůr, Koželužská, Královský vrch, Meziříčí, Na Jezerce, Na podlesí, Na soudném, Nemocnice, Nová Víska, Pokutice, Průmyslová zóna Královský vrch, Průmyslový obvod, Prunéřov, Prunéřov-elektrárny, Prunéřov-u nádraží, Prunéřov-velkolom, Sídliště Budovatelů, Slavín, Strážiště, Tušimice, Tušimice-velkolom, U nemocnice, U Ohře, U škol, Úhošť (Burberg), Úhošťany, Zásada u Kadaně und Zlatý vrch. Außerdem gehört zu Kadaň die Ansiedlung Nový Prunéřov (Neubrunnersdorf).
Das Gemeindegebiet gliedert sich in die Katastralbezirke Bystřice u Kadaně, Kadaň, Pastviny, Pokutice, Prunéřov, Tušimice, Úhošť, Úhošťany und Zásada u Kadaně.

## Geschichte

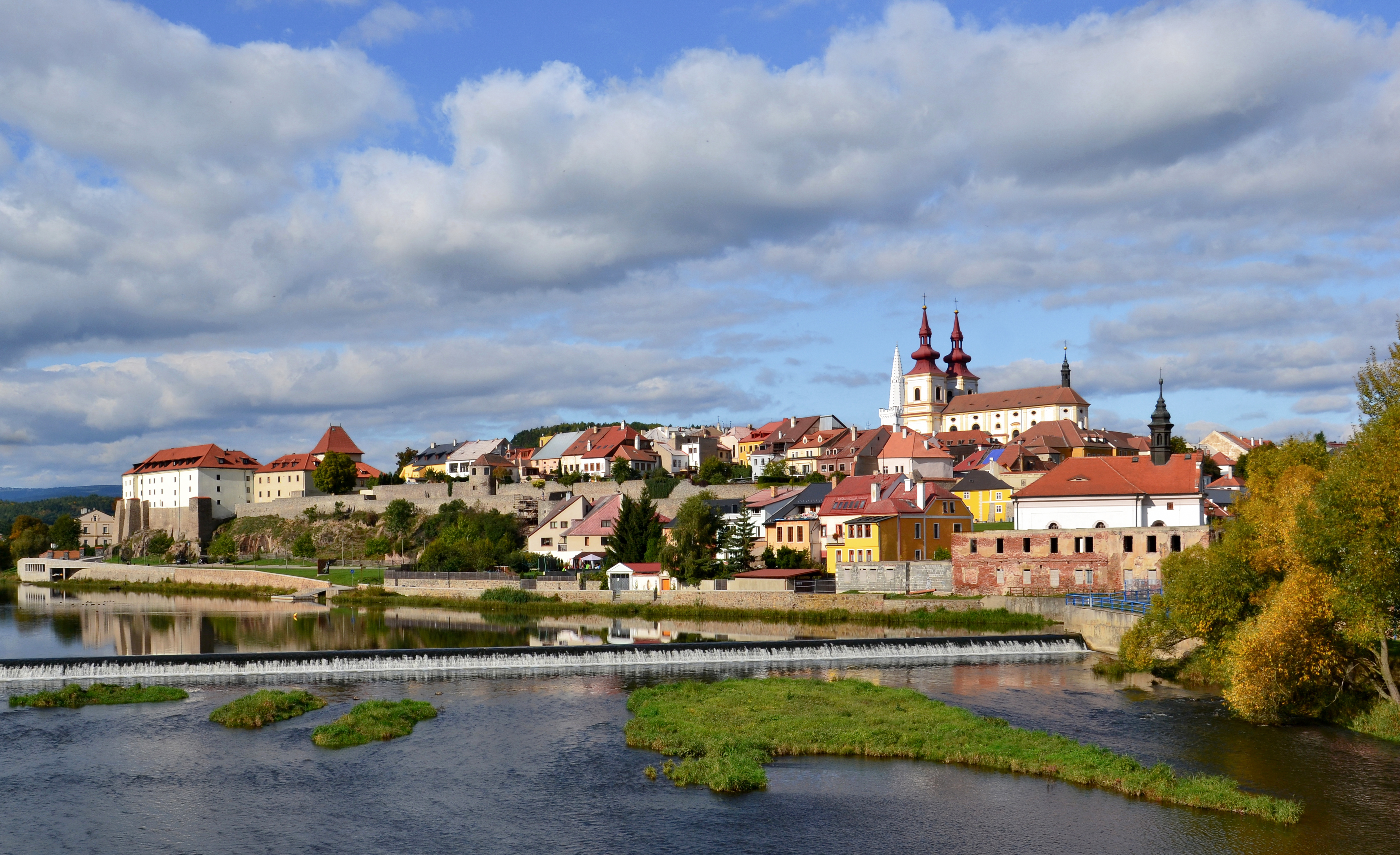
Alter Stadtkern am Ufer der Eger

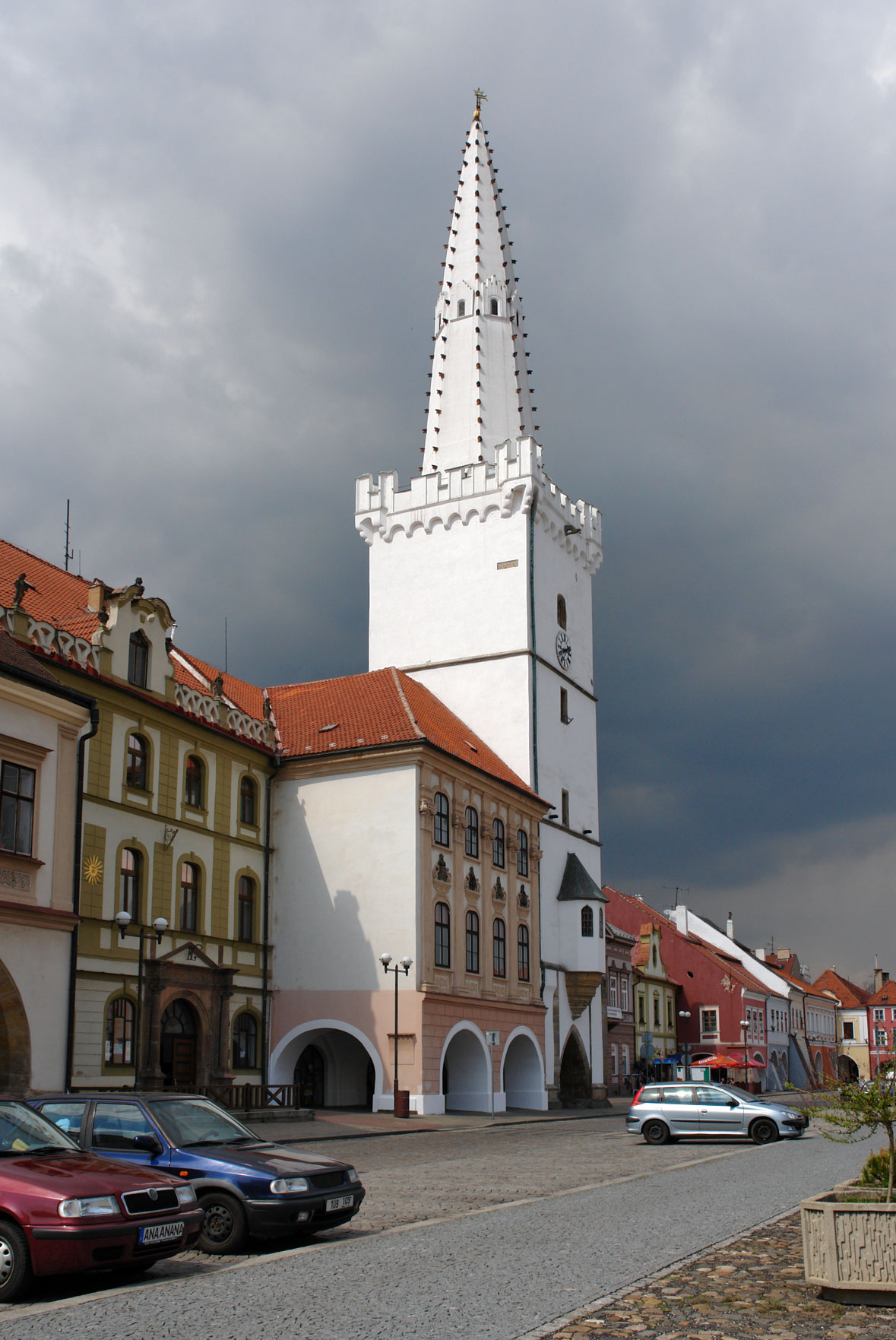
Rathaus

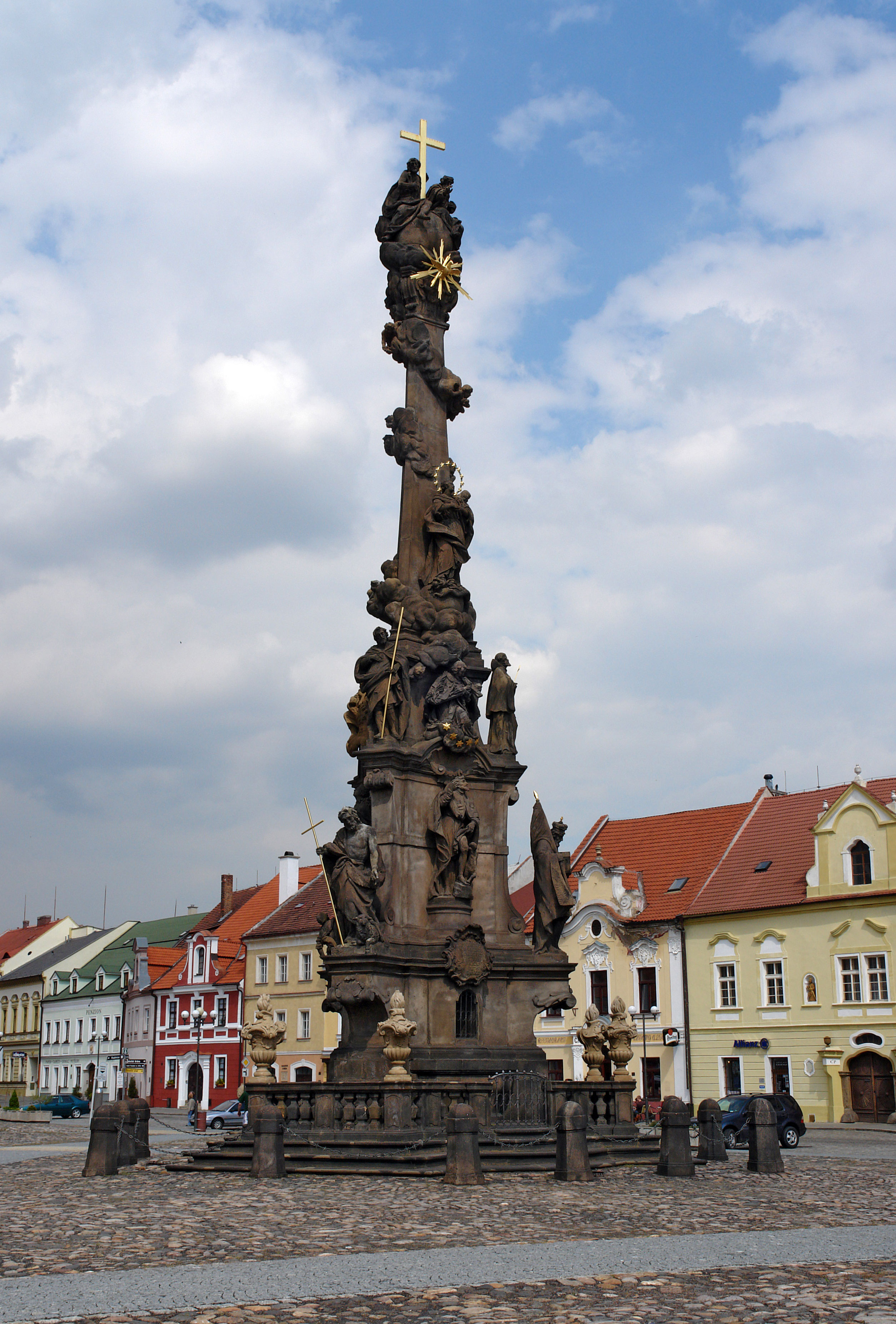
Dreifaltigkeitssäule

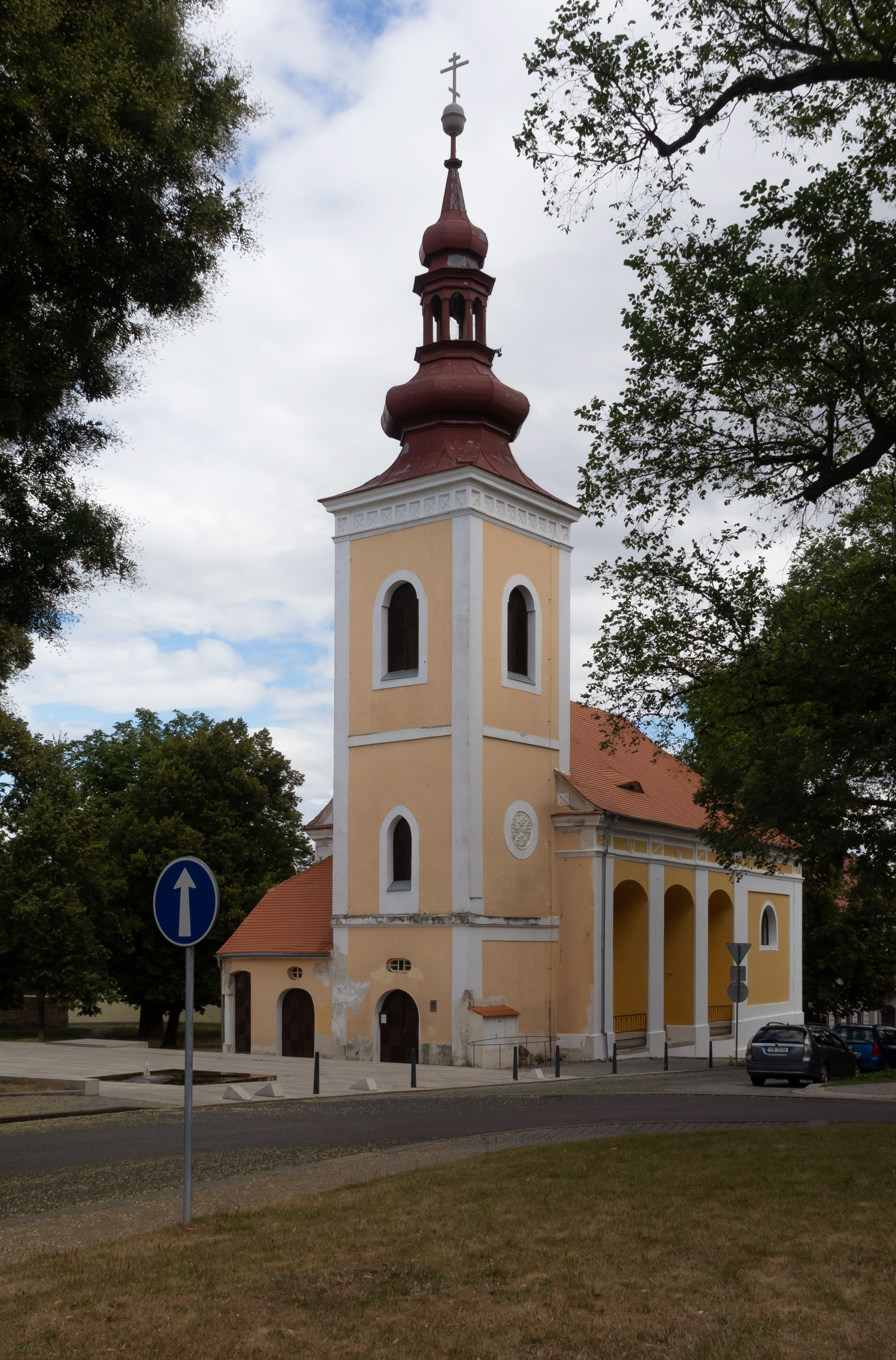
Kirche: Hřbitovní kostel svaté Anny

Die Gegend war bereits im 8. bis 13. Jahrhundert nach Chr. durch verschiedene Völker besiedelt. Als im Jahr 805 Karl der Große versuchte, Böhmen zu erobern, hielt die slawische Canburg an der Eger seiner Belagerung lange stand, wahrscheinlich das heutige Kadaň (dt. Kaaden). Der heutige Ort wurde vermutlich Ende des 11. Jahrhunderts angelegt. Am 23. April 1186 schenkte Herzog Friedrich die Handelssiedlung dem Johanniterorden. Einige Jahrzehnte später wurde Kaaden zur freien Königsstadt erhoben, eine Königsburg erbaut und die Minoriten errichteten ein Kloster mit der Kirche des Hl. Michael. 1362 brannte die Stadt samt Burg nieder.
Zur Zeit von König Karl IV. blühte die Stadt wieder auf. Der Kaiser erteilte ihr mehrere Privilegien und ernannte sie erneut zur königlichen Stadt. Den Einzug Karls IV. in die Stadt feiern die Kaadener mit dem Kaisertag (Císařský den), der seit 1993 jährlich Ende August stattfindet.
Im Jahr 1534 wurde in Kaaden der Vertrag von Kaaden zwischen dem Habsburger Ferdinand und Herzog Ulrich von Württemberg geschlossen. Die Stadt, in der die Reformation bereits 1524 Eingang fand, verlor 1547 ihre Privilegien und hatte während des Dreißigjährigen Kriegs viel zu leiden.
Bis zum Ersten Weltkrieg war Kaaden Garnison der K.u.K. Österreichisch-Ungarischen Armee.
Nach dem Ersten Weltkrieg wurde Kaaden 1919 der neu geschaffenen Tschechoslowakei zugeschlagen.
Am 4. März 1919 demonstrierten die Kaadener Deutschböhmen nach dem Aufruf der Landesgruppe der Sozialdemokraten anlässlich des Wahltages zur österreichischen Nationalversammlung für das Selbstbestimmungsrecht und den Verbleib bei Österreich. Es kam zu einer Auseinandersetzung mit dem in der Stadt stationierten tschechoslowakischen Militär. Nach Mitteilung der Neuen Zürcher Zeitung vom 7. März 1919 wurden in Kaaden 17 Personen getötet, 30 schwer und 80 leicht verwundet (auf der Gedenktafel in der Gedenkstätte Kaaden sind dagegen 25 Todesopfer aufgeführt). In einem Ehrengrab am Friedhof wurden die Toten bestattet; es wurde nach der Wende von 1989 wieder eingeweiht.
Nach dem Münchner Abkommen gehörte Kaaden von 1938 bis 1945 zum Landkreis Kaaden, Regierungsbezirk Eger, im Reichsgau Sudetenland des Deutschen Reichs. Nur wenig später wurde die Synagoge bei den Novemberpogromen 1938 niedergebrannt.
Nach Ende des Zweiten Weltkriegs wurden die bis 1938 bestehenden Grenzen der Tschechoslowakei wiederhergestellt. In der Folgezeit wurde das Vermögen der deutschen Bewohner unter Berufung auf das Beneš-Dekret 108 konfisziert, das Vermögen der evangelischen Kirche durch das Gesetz Nr. 131/1948 Sb. liquidiert und die katholischen Stadtkirchen in der Tschechoslowakei entschädigungslos enteignet.
Fast die gesamte deutschstämmige Bevölkerung (Sudetendeutsche) wurde 1945/1946 entschädigungslos enteignet und vertrieben (siehe Ethnische Säuberung).
Aufgrund reger Neuansiedlung hatte die Stadt am 22. Mai 1947 wieder 5.062 Bewohner. Zwischen 1966 und 1971 entstand die Talsperre Kadaň südlich des Franziskanerklosters.

## Bevölkerung
Bis 1945 war Kaaden überwiegend von Deutschböhmen besiedelt, die vertrieben wurden.
Bevölkerungsentwicklung bis 1945
| Jahr | Einwohner | Anmerkungen                                      |
| ---- | --------- | ------------------------------------------------ |
| 1785 | 0 k. A.   | 454 Häuser                                       |
| 1830 | 3.222     | in 504 Häusern                                   |
| 1843 | 3.703     | in 516 Häusern                                   |
| 1900 | 7.458     | davon 7.292 Deutsche, 57 Tschechen und 27 andere |
| 1921 | 8.268     | davon 7.574 Deutsche und 469 Tschechen           |
| 1930 | 8.641     | davon 7.692 Deutsche und 672 Tschechen           |
| 1939 | 7.658     | [ 15 ]                                           |

Bevölkerungsentwicklung nach Ende des Zweiten Weltkriegs
(Stand: 31.12. des jeweiligen Jahres)
| Jahr | Einwohner |
| ---- | --------- |
| 1966 | 12.860    |
| 1970 | 15.068    |
| 1980 | 19.014    |
| 1990 | 18.126    |

| Jahr | Einwohner |
| ---- | --------- |
| 2000 | 17.835    |
| 2010 | 17.857    |
| 2020 | 18.133    |
| 2022 | 18.275    |

## Städtepartnerschaften
- Aue, Deutschland
- Halle, Belgien

Die Stadt Weißenburg in Bayern übernahm 1955 eine Patenschaft für die vertriebenen Sudetendeutschen.

## Sehenswürdigkeiten
Das historische Stadtzentrum wurde 1978 zum städtischen Denkmalreservat erklärt.
- Rathaus
- Franziskanerkloster
- Hospitalkirche des Heiligen Johannes des Täufers
- Dekanalkirche Erhebung des Heiligen Kreuzes
- Erhaltene Teile der Stadtbefestigung
- Heiligenturm
- Pförtl (Žatecký barbakán)
- Gotische Burg